# Georgi Mladenov
Pour les articles homonymes, voir Mladenov.
Georgi Mladenov (en bulgare : Георги Младенов), né le 11 mai 1962, à Sofia, en Bulgarie, est un ancien joueur et entraîneur bulgare de basket-ball. Il évolue durant sa carrière au poste d'arrière.

## Palmarès
Joueur
- Champion de Bulgarie 1979, 1981, 1982, 1986, 1993, 1994, 1995, 1996, 1997, 2000, 2001
- Coupe de Bulgarie 1979, 1982, 1983, 1993, 1995, 1997, 2001
- Champion de Tunisie 1992

Entraîneur
- Champion de Bulgarie 2010